# Liste des lieux de la Terre du Milieu
Cet article recense les différents lieux de la Terre du Milieu, univers né de l'imagination de l'écrivain britannique J. R. R. Tolkien.
- Haut – A
- B
- C
- D
- E
- F
- G
- H
- I
- J
- K
- L
- M
- N
- O
- P
- Q
- R
- S
- T
- U
- V
- W
- X
- Y
- Z

## A
- Aelin-uial en Beleriand
- Aldburg en Rohan
- Almaren est la première demeure des Valar sur Arda, avant la seconde attaque de Melkor, sur une île au centre de la mer intérieure de Helcar, au centre des Terres du milieu. Son nom en quenya signifie « bénie ». Le mariage de Tulkas et Nessa y eut lieu.
- Aman
- Amon Darthir
- Amon Ereb
- Amon Ethir
- Amon Hen
- Amon Lhaw
- Amon Rûdh
- Amon Sûl
- Andram (signifiant « Long Mur ») était un escarpement massif qui traversait le Beleriand d'est en ouest. Le mur  comportait une brèche à deux endroits seulement  : à l'ouest, une gorge d'une grande profondeur, et 25 lieues à l'est, le fleuve  Sirion passait par-dessous l'escarpement dans une des plus considérables chutes de la terre du milieu.
- Androth
- Andunië
- Andustar
- Anfalas
- Anfauglith, anciennement Ard-galen
- Angmar
- Annon-in-Gelydh
- Annúminas
- Anórien
- Araman
- Arandor
- Arda
- Ard-Galen, plus tard nommée Anfauglith
- Armenelos, capitale de Númenor
- L'Arnor
- Arossiach
- l'Arthedain
- Arthórien : région du Beleriand
- Arvernien : région du sud-ouest du Beleriand
- Avallónë
- Avathar

## B
- Haut – A
- B
- C
- D
- E
- F
- G
- H
- I
- J
- K
- L
- M
- N
- O
- P
- Q
- R
- S
- T
- U
- V
- W
- X
- Y
- Z

- Baie d'Eldamar
- Barad-dûr
- Barad Eithel
- Beleriand
- Belfalas
  - la Baie de Belfalas dans le sud du Gondor, donne sur Belegaer.
- Bree
- Brithombar est un port du Falas, détruit lors des Nírnaeth Arnoediad.

## C
- Haut – A
- B
- C
- D
- E
- F
- G
- H
- I
- J
- K
- L
- M
- N
- O
- P
- Q
- R
- S
- T
- U
- V
- W
- X
- Y
- Z

- Cabed Naeramarth
- Cair Andros
- Calembel est une ville du Gondor, situé sur le Ciril, sur la route entre Erech et Pelargir. La cité est désertée pendant la guerre de l'Anneau. C'est la principale ville du Lamedon.
- Calenardhon (par la suite Rohan)
- Cap Andras : à l'ouest de Brithombar
- le Cap Nord
- Caras Galadhon
- le Cardolan
- Carn Dûm
- le Carroc (Carrock en anglais, parfois conservé sous cette forme en français)
- le Celebrant
- Cerin Amroth
- les Champs aux Iris
- Le Chemin des Morts
- Cirith Ungol
- Collines du Temps (Weather Hills), en Eriador
- la Comté

- les Crissaegrim sont des montagnes faisant partie de l'Echoriath, la chaîne montagneuse entourant la cité de Gondolin au Premier Âge. Les Aigles menés par Thorondor y habitent.
- Cuiviénen

## D
- Haut – A
- B
- C
- D
- E
- F
- G
- H
- I
- J
- K
- L
- M
- N
- O
- P
- Q
- R
- S
- T
- U
- V
- W
- X
- Y
- Z

- Plaine de Dagorlad
- Dale
- Deldúwath : voir Taur-nu-Fuin, nom pris par le Dorthonion après la Dagor Bragollach
- le Mont du Destin (ou Orodruin)
- Dimbar : désert du Beleriand
- Dol Amroth
- Dol Guldur
- Dor-Cúarthol
- Doriath
- Dor-lómin
- Dorthonion
- Dorwinion
- Drengist, estuaire de Belegaer au Premier Âge
- Forêt de Drúadan
- Dunharrow
- le fort de Durthang
- Dwimordene

## E
- Haut – A
- B
- C
- D
- E
- F
- G
- H
- I
- J
- K
- L
- M
- N
- O
- P
- Q
- R
- S
- T
- U
- V
- W
- X
- Y
- Z

- Edhellond (« Port elfe » en sindarin), se trouve dans la Baie de Belfalas à l'embouchure du Morthond et du Ringló. C'est le seul port elfe au Gondor, le royaume des Hommes du sud. Le port fut fondé par des Elfes ayant fui la destruction des anciens ports de Brithombar et d'Eglarest. Par la suite des Elfes sylvains, venus du nord en ayant suivi le cours de l'Anduin, sont venus grossir le nombre d'habitants du petit port. Edhellond ne devint jamais un port d'importance car les Elfes qui s'y rendaient n'y allaient que pour se rendre dans les Terres Immortelles. C'est sur la route d'Edhellond qu'Amroth perdit la trace de Nimrodel. Ce fut aussi probablement à Edhellond que Legolas et Gimli construisirent leur navire pour quitter la Terre du Milieu. Le port fut sans doute abandonné lorsque les derniers Elfes partirent pour les Terres Immortelles.
- Edoras : capitale du Rohan
- Eglarest : port situé à l'ouest du Beleriand. Il fut fondé par les Falathrim, les Eldar qui se laissèrent persuader par Ossë de rester en Terre du Milieu. Son roi était Círdan le Charpentier et il fut détruit avec Brithombar après la défaite des Eldar à la Bataille des Larmes Innombrables.
- Eldalondë
- Eldamar
- Emerië, demeure d'Erendis à Númenor
- Emyn Muil
- Ephel Brandir
- l'Enedwaith
- Erebor
- L'Eregion (aussi appelé Houssaye)
- Eriador
- Eryn Vorn : forêt
- Esgaroth
- Estolad

## F
- Haut – A
- B
- C
- D
- E
- F
- G
- H
- I
- J
- K
- L
- M
- N
- O
- P
- Q
- R
- S
- T
- U
- V
- W
- X
- Y
- Z

- les Falas
- La forêt de Fangorn
- La Fenmarche
- les Collines de Fer
- forêt de Firien, en Gondor
- Le Folde
- Fondcombe (ou Imladris)
- la Forêt Noire (Vert-Bois-le-Grand ou Bois-des-Vertes-Feuilles ; en anglais Mirkwood)
- Forfalas
- Formenos
- Fornost
- Forochel
  - Baie de Forochel
- le Forodwaith
- Forostar
- Fort-le-Cor, dans le gouffre de Helm

## G
- Haut – A
- B
- C
- D
- E
- F
- G
- H
- I
- J
- K
- L
- M
- N
- O
- P
- Q
- R
- S
- T
- U
- V
- W
- X
- Y
- Z

- les Hauts des Galgals
- Glanduin
- Gondolin
- Le Gondor
- le plateau de Gorgoroth
- le Mont Gram
- la Grande Route de l'Est

## H
- Haut – A
- B
- C
- D
- E
- F
- G
- H
- I
- J
- K
- L
- M
- N
- O
- P
- Q
- R
- S
- T
- U
- V
- W
- X
- Y
- Z

- le Harad
- Harfalas
- Harondor
- la mer d'Helcar est formée par la fonte de la tour supportant Illuin, au nord de la Terre du Milieu. Dans une version antérieure, Helcar ou Helkar était le nom de la tour supportant la Lampe du sud.
- Helcaraxë
- Hildórien est le lieu à l'extrême est de la Terre du Milieu où s'éveillent les premiers Hommes.
- Himlad : plaine de l'est du Beleriand
- Himling
- Hithlum
- le Hyarmentir
- Hyarnustar
- Hyarrostar

## I
- Haut – A
- B
- C
- D
- E
- F
- G
- H
- I
- J
- K
- L
- M
- N
- O
- P
- Q
- R
- S
- T
- U
- V
- W
- X
- Y
- Z

- Ilmarin
- Imladris (ou Fondcombe)
- Les gués de l'Isen sont le seul endroit où l'Isen est franchissable pour atteindre le Rohan. Ils ont donc une grande importance stratégique qui mena à plusieurs batailles des Gués de l'Isen.
- Isengard
- Isenmouthe
- Ithilien

## K
- Haut – A
- B
- C
- D
- E
- F
- G
- H
- I
- J
- K
- L
- M
- N
- O
- P
- Q
- R
- S
- T
- U
- V
- W
- X
- Y
- Z

- le Khand
- Khazad-dûm

## L
- Haut – A
- B
- C
- D
- E
- F
- G
- H
- I
- J
- K
- L
- M
- N
- O
- P
- Q
- R
- S
- T
- U
- V
- W
- X
- Y
- Z

- Ladros est la région nord-est du Dorthonion. Fief de Finrod Felagund, la région est donnée à la maison de Bëor, avant de basculer sous le commandement de Morgoth à la suite de la Dagor Bragollach.
- Lamedon : région du Gondor
- le Lammoth est une région côtière au nord-ouest du Beleriand, au nord de Drengist et à l'est des Ered Lómin. Son nom signifie « grand écho », car Ungoliant y attaqua morgoth dans l'espoir de récupérer les silmarils, et les échos du cri de celui-ci y résonnent.
- Lebennin
- Lhûn
- la plaine de  Lithlad
- le Lindon
- Lossarnach
- la Lothlórien

## M
- Haut – A
- B
- C
- D
- E
- F
- G
- H
- I
- J
- K
- L
- M
- N
- O
- P
- Q
- R
- S
- T
- U
- V
- W
- X
- Y
- Z

- Máhanaxar
- Menegroth
- Meneltarma, montagne sacrée de Númenor
- Minas Anor (par la suite Minas Tirith)
- Minas Ithil (par la suite Minas Morgul)
- Minas Morgul
- le Minhiriath
- Mirrormere
- Mittalmar, région centrale de Númenor
- Mithrim : région d'Hithlum
- Morannon
- le Mordor
- la Vallée de Morgul
- la Moria

## N
- Haut – A
- B
- C
- D
- E
- F
- G
- H
- I
- J
- K
- L
- M
- N
- O
- P
- Q
- R
- S
- T
- U
- V
- W
- X
- Y
- Z

- Nan Dungortheb : au nord de Doriath
- Nan-tathren : forêt du Beleriand
- Nan Elmoth : forêt du Beleriand
- Nargothrond
- Neldoreth : forêt du Beleriand
- Nevrast : région à l'ouest du Beleriand, délimitée par Belegaer à l'ouest, les Ered Wethrin au sud, et Dor-lómin au nord-est. C'est là que les Ñoldor venus d'Aman s'installent en premier, et c'est le cœur du royaume de Turgon avant son installation à Gondolin.
- Nimbrethil : forêt du Beleriand
- Nindamos
- Nísimaldar : région de Númenor
- Nivrim : forêt du Beleriand
- Noirinan
- Bois de Núath : forêt du Beleriand
- Númenor
- la plaine de Núrn
- la Mer de Núrnen

## O
- Haut – A
- B
- C
- D
- E
- F
- G
- H
- I
- J
- K
- L
- M
- N
- O
- P
- Q
- R
- S
- T
- U
- V
- W
- X
- Y
- Z

- Oiomúrë : région d'Aman
- les Monts de l'Ombre
- Orocarni
- Orodruin
- Oromet
- Orrostar
- Osgiliath
- Ossiriand
- Ost-in-Edhil
- L'Ouestfold ou Ouestfolde

## P
- Haut – A
- B
- C
- D
- E
- F
- G
- H
- I
- J
- K
- L
- M
- N
- O
- P
- Q
- R
- S
- T
- U
- V
- W
- X
- Y
- Z

- Pelargir
- Pelóri
- Pinnath Gelin : collines qui s'étendent au nord de l'Anfalas et à l'ouest du fleuve Lefnui.

## R
- Haut – A
- B
- C
- D
- E
- F
- G
- H
- I
- J
- K
- L
- M
- N
- O
- P
- Q
- R
- S
- T
- U
- V
- W
- X
- Y
- Z

- Region : forêt du Beleriand
- Rhosgobel, demeure de l'Istar Radagast dans la Forêt de Grand'Peur
- le Rhudaur
- le Rhûn
- la Mer de Rhûn
- Le Rhovanion
- Le Rohan
- Rómenna

## S
- Haut – A
- B
- C
- D
- E
- F
- G
- H
- I
- J
- K
- L
- M
- N
- O
- P
- Q
- R
- S
- T
- U
- V
- W
- X
- Y
- Z

- marais de Serech
- Snowbourn
- Sorontil

## T
- Haut – A
- B
- C
- D
- E
- F
- G
- H
- I
- J
- K
- L
- M
- N
- O
- P
- Q
- R
- S
- T
- U
- V
- W
- X
- Y
- Z

- Talath Dirnen : plaine au nord de Taur-en-Faroth
- le Taniquetil
- Taur-en-Faroth
- Taur-im-Duinath
- Taur-nu-Fuin
- Tawar-in-Drúedain
- Tharbad
- Thargelion : région du Beleriand oriental
- Tirion
- Tol Eressëa
- Tol Falas
- Tol Galen est une île située sur la rivière Adurant. Son nom signifie « île verte » en sindarin. Elle est la demeure de Beren et Lúthien après leur retour des cavernes de Mandos pour le restant de leur séjour en Terre du Milieu.
- Tol Morwen
- Tumhalad : vallée près du Narog où eu lieu la bataille de Tumhalad, où s'affrontèrent les Elfes de Nargothrond et le dragon Glaurung.
- Tumladen : vallée au centre de laquelle se dresse la colline d'Amon Gwareth sur laquelle est bâtie Gondolin

## U
- Haut – A
- B
- C
- D
- E
- F
- G
- H
- I
- J
- K
- L
- M
- N
- O
- P
- Q
- R
- S
- T
- U
- V
- W
- X
- Y
- Z

- la vallée d'Udûn
- L'Umbar
- Utumno

## V
- Haut – A
- B
- C
- D
- E
- F
- G
- H
- I
- J
- K
- L
- M
- N
- O
- P
- Q
- R
- S
- T
- U
- V
- W
- X
- Y
- Z

- Valinor
- Valmar
- Vertbois-le-Grand : voir Forêt Noire
- la Vieille Forêt

## W
- Haut – A
- B
- C
- D
- E
- F
- G
- H
- I
- J
- K
- L
- M
- N
- O
- P
- Q
- R
- S
- T
- U
- V
- W
- X
- Y
- Z

- Westfold
- Le Wolde, en Rohan